# Kazimiera Iłłakowiczówna

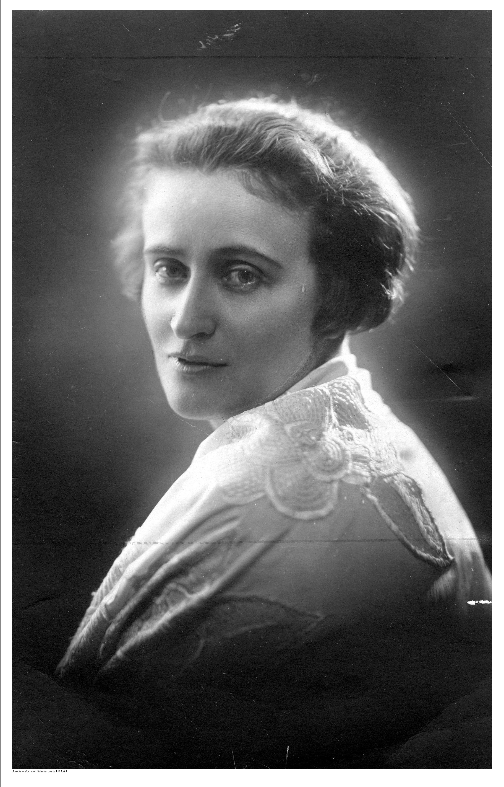

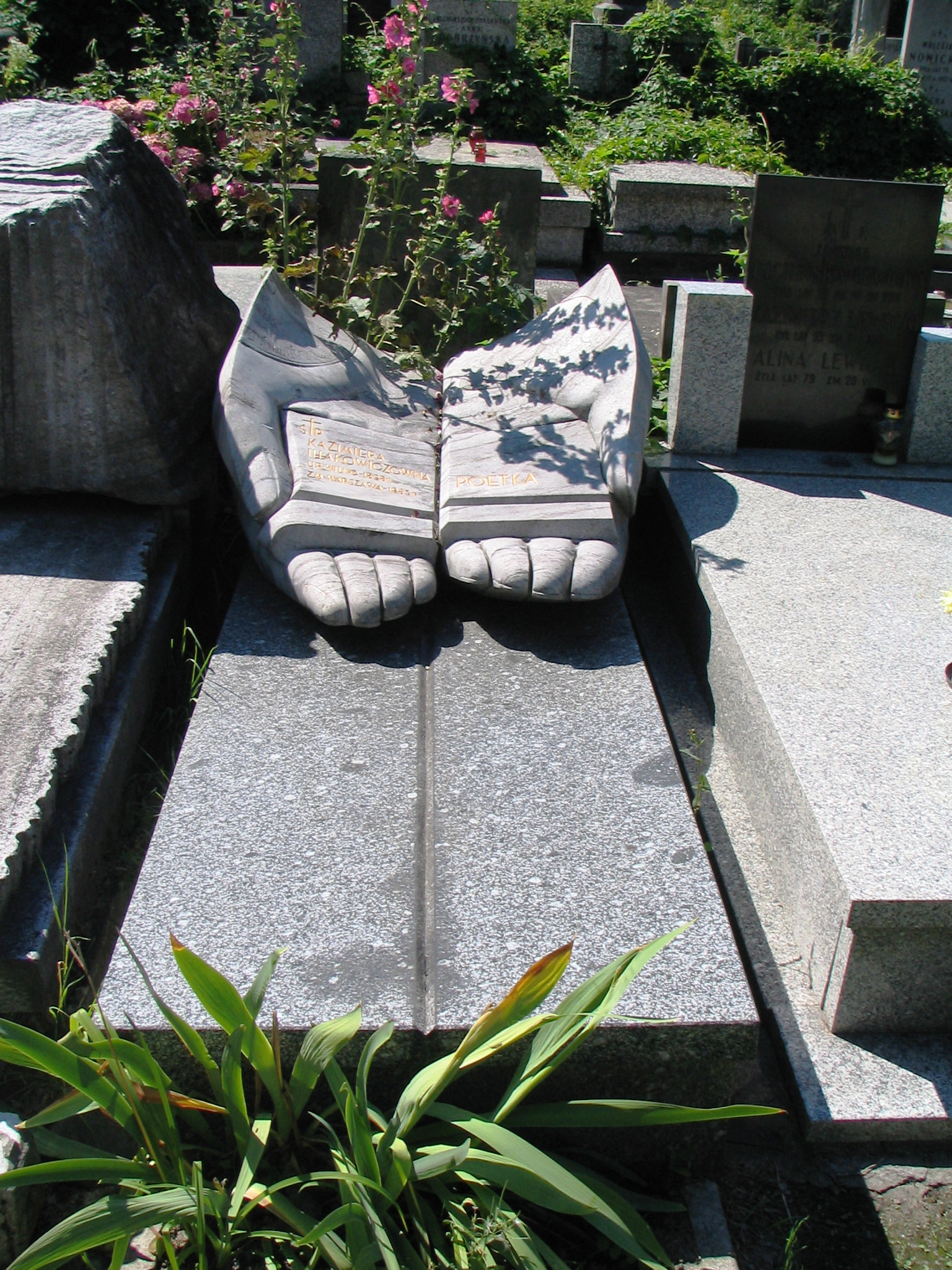
Monumento funebre a Kazimiera Iłłakowiczówna, Varsavia, Cimitero di Powązki

Kazimiera Iłłakowiczówna (Vilna, 6 agosto 1892 – Poznań, 16 febbraio 1983) è stata una poetessa e traduttrice polacca.

## Biografia
Nata in una località di campagna, dove trascorse l'infanzia e la giovinezza, frequentò discipline umanistiche alle università di Cracovia e di Oxford. Durante la prima guerra mondiale prestò servizio in qualità di infermiera. Nella Seconda Repubblica di Polonia, nata dopo la liberazione della Polonia, lavorò al ministero degli esteri. In seguito (1926) fu segretaria del maresciallo Piłsudski. A causa delle sue posizioni antinaziste, trascorse gli anni della seconda guerra mondiale in Transilvania.

## Opere
La Iłłakowiczówna è giudicata universalmente, per le sue numerose raccolte di versi, soprattutto quelle pubblicate dal 1926 sino agli anni cinquanta, una delle più importanti rappresentanti della lirica polacca tra le due guerre mondiali. I temi sono tratti da motivi popolari, folcloristici e religiosi. Dal punto di vista formale, caratteristica delle sue poesie sono da un lato la melodiosità dei versi, dall'altro un realismo popolare unito a un simbolismo fantastico.

### Versi
Le sue più importanti raccolte sono: 
- Ikarowe loty (Voli di Icaro, 1911)
- Rymy dziecięce (Rime infantili, 1923)
- Płaczący ptak (L'uccello piangente, 1927)
- Słowik litewski (L'usignolo lituano, 1936)
- Wiersze o Marszałku Piłsudskim 1912-1935 (Versi per il maresciallo Piłsudski, 1936)
- Wiersze bezlistne (Versi spogli, 1942)
- Lekkomyślne serce (Cuore frivolo, 1959)
- Szeptem (Sussurro, 1966)
- Odejście w tło (Uscita sullo sfondo, 1976)

### Poemetti
Molto bello il poemetto Opowieść o moskiewskim męczeństwie (Storia del Martire di Mosca, 1927), che narra il martirio del prete Konstanty Budkiewicz, ucciso per la sua fede a Mosca nel 1923. Traduzione in lingua italiana di Maria Bersano Begey. Torino, Società editrice internazionale, 1931.

### Traduzioni
Kazimiera Iłłakowiczówna è stata anche traduttrice in prosa (per es. i romanzi di Tolstoi) e in versi (per es. le poesie di Emily Dickinson)

## Musicisti ispirati dalle composizioni della Iłłakowiczówna
- Karol Szymanowski - Rymy dziecięce (Venti poesie infantili per canto e pianoforte op. 49; 1922-1923)
- Witold Lutosławski - Pięć Pieśni (Cinque canti per canto e pianoforte ; 1957)